# 1106
1106 (MCVI) je bilo navadno leto, ki se je po julijanskem koledarju začelo na ponedeljek.

## Dogodki
- 2. februar - V velikem delu severne poloble od Evrope do Kitajske je mogoče opazovati zelo svetal komet X/1106 C1.

### Slovenija
- 2. januar - Umrlega krškega škofa Bertolda iz Selč nasledi Hiltebold.

### Evropa
- 1. januar - Henrik V. Nemški postane cesar Svetega rimskega cesarstva. V investiturnem sporu nadaljuje s prakso (izobčenega) očeta Henrika IV. in namešča škofe neodvisno od papeža.Bitka pri Tinchebrayju: Henrik I. Angleški podredi Normandijo Angliji
- pomlad - Angleški kralj Henrik I. se vrne v Normandijo in nadaljuje z vojaško kampanjo proti normandijskemu vojvodi in bratu Robertu Curthosu. Robert ob prodiranju Henrika drastično izgublja podporo svojih baronov.
- 28. september - Bitka pri Tinchebrayju: odločujoča zmaga angleškega kralja Henrika I. nad normandijskem vojvodom Robertom Curthosom. Henrik I. priključi Normandijo Angliji, s čimer se prične več stoletij konfliktov s francosko krono. Robert Curthose je v bitki ujet in Henrik ga dosmrtno zapre (1134). Med ostalimi je bil na Curthosovi strani ujet zadnji anglosaksonski pretendent Edgar Etheling, ki ga Henrik kot nenevarnega izpusti.
- Rekonkvista: barcelonski grof Rajmond Berengar III. in kastiljski grof Pedro Ansúrez, regenta urgellskega mladoletnega grofa Ermengola VI., osvojita mesto Balaguer (pod oblastjo zaragoške taife) in ga predata v upravo grofiji Urgell.
- Poljski vojvoda Boleslav III. Krivousti, ob asistenci kijevskega velikega kneza Svjatopolka II. in ogrskega kralja Kolomana, napove vojno starejšemu polbratu Zbigniewu, s katerim sta si pred štirimi leti razdelila Poljsko na dva dela. Zbigniew kapitulira in prizna Boleslava za edinega vojvodo Poljske. 1109 ↔
- Bremenski nadškof Friderik I. začne z načrtovano kolonizacijo večinoma zamočvirjenih parcel med rekama Weser in Laba.
- Antiohijski knez Bohemod I. odpotuje po pomoč v Evropo. Francoski kralj Filip I. mu ugodi in da na razpolago 34.000 vojščakov. Poleg vsega se Bohemond še poroči s kraljevo princeso Konstanco. Ker namerava zbrano vojsko uporabiti proti Bizantincem, odpljujejo vsi v Apulijo.

### Afrika
- Marakeš: na almoravidskem dvoru umrlega sultana Jusufa Ibn Tašfina nasledi njegov sin Ali.

## Rojstva
- Aleksej Komnen, bizantinski socesar, sin Ivana II. († 1142)
- papež Celestin III. († 1198)
- Hugo VIII., grof La Marche († 1173)
- Hugo II. Le Puiset, grof Jaffe († 1134)
- Minamoto Jorimasa, japonski pesnik († 1180)
- Jurij IV. Makurijski, krščanski nubijski kralj Makurije († 1158)
- Konrad II., luksemburški grof († 1136)
- Magnus I., švedski kralj († 1134)

## Smrti
- 2. januar - Bertold iz Selč, krški škof
- 7. avgust - Henrik IV., rimsko-nemški cesar (* 1050)
- 23. avgust - Magnus Billung, saški vojvoda (* 1072)
- 2. september - Jusuf ibn Tašfin, almoravidski sultan (* 1061)

Neznan datum
- Ali ibn Tahir al-Sulami, islamski pravnik, oznanjevalec džihada proti križarjem
- Jimena Diaz, soproga španskega junaka El Cida, vladarica Valencije (* 1054)
- Jusuf ibn Tašfin, almoravidski sultan (* 1006)
- Ludvik I. Wirtemberški, grof Wirtemberga (* 1119)